# San Gerónimo Tlamaco
San Gerónimo Tlamaco es una localidad de México perteneciente al municipio de Atitalaquia en el estado de Hidalgo.

## Toponimia
Proviene del náhuatl 'Tlemaco', que se descompone en Tlemaitl (tletl fuego y maitl mano o brazo) “brazo de fuego” o sahumador, y el sufijo locativo -co lugar: «Lugar del sahumador». San Gerónimo es en honor a Jerónimo de Estridón, el santo patrón de la localidad.

## Historia
Tlamaco fue fundado por los aztecas en su peregrinaje hacia Tenochtitlan a finales del siglo XII. El Códice Boturini establece que después de abandonar Atitalaquia, Tlamaco fue fundado en el año 7-Conejo (1173) y permanecieron durante 5 años en el lugar. Posteriormente partieron hacia Atotonilco en el año 11-Conejo. El Códice Aubin se refiere a la fundación de Tlamaco con lo siguiente:

Auh niman iconmiquanique in Tlemaco in mexica.
Inipan acatli ipan macuilxiuhtique in Tlemaco in mexica.
Y fueron a Tlemaco los mexicanos.
Permanecieron en Tlemaco cinco años los mexicanos.
Códice Aubin

En contraste con lo relatado en el Códice Boturini, el Códice Aubin registra la fundación de Tlamaco en el año 8-Caña (1174), no obstante ambas fuentes coinciden en el tiempo de permanencia de los aztecas en Tlamaco, su proveniencia de Atitalaquia y su posterior salida a Atotonilco.
Durante la expansión territorial de la Triple Alianza, Moctezuma Ilhuicamina conquistó la región de Teotlalpan, al norte del Imperio Mexica. Con esto, Tlamaco pasó a ser tributario de Tenochtitlan hasta la llegada de los españoles.
Tras la conquista de México, Tlamaco quedó convertido en una encomienda española, tal como se registra en la Pintura del gobernador, alcaldes y regidores de México de 1556; sin embargo, la asignación de la encomienda por Hernán Cortés data de 1530 con la temprana conquista de los territorios de Atitalaquia. Años más tarde, el virrey Martín Enríquez de Almansa dispuso que los indígenas juntaran sus casas para formar los pueblos.
La orden de los franciscanos fue la encargada de realizar la labor de evangelización en Tlamaco, consistente en enseñar a los indígenas el idioma castellano, la doctrina católica y nuevas formas de cultivo. En la década de 1570, los frailes se encargaron de dirigir a los habitantes de Tlamaco en la edificación de una capilla en honor a San Jerónimo usando como materia prima la cantera rosa de la zona. La capilla es de forma de bóveda de cañón y originalmente tenía un ciprés en el altar. La fachada contiene elementos del estilo plateresco y sus grabados son un ejemplo del tequitqui. Adicionalmente posee una capilla abierta con forma de arcadas.

## Geografía
A la localidad le corresponden las coordenadas geográficas 20° 2’ 4.565” de latitud norte y 99° 13’ 44.807” de longitud oeste, con una altitud de 2124 m s. n. m. Se encuentra a una distancia aproximada de 5.51 kilómetros al suroeste de la cabecera municipal, Atitalaquia.
En cuanto a fisiografía se encuentra dentro de la provincia del Eje Neovolcánico dentro de la subprovincia de Llanuras y Sierras de Querétaro e Hidalgo; su terreno es de llanura y lomerío. En lo que respecta a la hidrología se encuentra posicionado en la región Panuco, dentro de la cuenca del río Moctezuma, en la subcuenca del río Salado. Cuenta con un clima semiseco templado.

## Demografía
En 2020 registró una población de 3885 personas, lo que corresponde al 12.32 % de la población municipal. De los cuales 1906 son hombres y 1979 son mujeres. Tiene 1022 viviendas particulares habitadas.
| Gráfica de evolución demográfica de San Gerónimo Tlamaco entre 1900 y 2020                   |
|                                                                                              |
| Población de los censos y conteos del Instituto Nacional de Estadística y Geografía (INEGI). |

## Economía
La localidad tiene un grado de marginación bajo y un grado de rezago social muy bajo.